# Lobelia neglecta
Lobelia neglecta är en klockväxtart som beskrevs av Schult.. Lobelia neglecta ingår i släktet lobelior, och familjen klockväxter. Inga underarter finns listade i Catalogue of Life.